# Hiroto Yamamura
Hiroto Yamamura (jap. 山村 博土, Yamamura Hiroto; * 12. Juli 1974 in der Präfektur Shizuoka) ist ein ehemaliger japanischer Fußballspieler.

## Karriere
Yamamura erlernte das Fußballspielen in der Schulmannschaft der Shizuoka Gakuen High School. Seinen ersten Vertrag unterschrieb er 1993 bei Gamba Osaka. Der Verein spielte in der höchsten Liga des Landes, der J1 League. Für den Verein absolvierte er 18 Erstligaspiele. Ende 1996 beendete er seine Karriere als Fußballspieler.